# Philip Jessup
Philip Caryl Jessup, född 5 januari 1897, död 31 januari 1986, var en amerikansk folkrättsexpert och diplomat.
Philip Jessup var lärare vid Columbia University 1925–1935 och professor där från 1935. Jessup blev teknisk medarbetare i United Nations Relief and Rehabilitation Administrations stab 1943 och deltog som expert i Bretton Woodskonferensen 1944. Han blev 1948 Förenta Staternas representant i Förenta Nationernas "lilla församling" och biträdande delegat i säkerhetsrådet. Jessup erhöll i december 1948 ambassadörs rang. Han blev i februari 1949 "flygande ambassadör" med uppgift att representera utrikesministern vid internationella konferenser. Jessup gjorde 1949 en betydande insats vid förhandlingarna om hävande av den sovjetiska blockaden av Berlin.